# Mury obronne Bardejowa

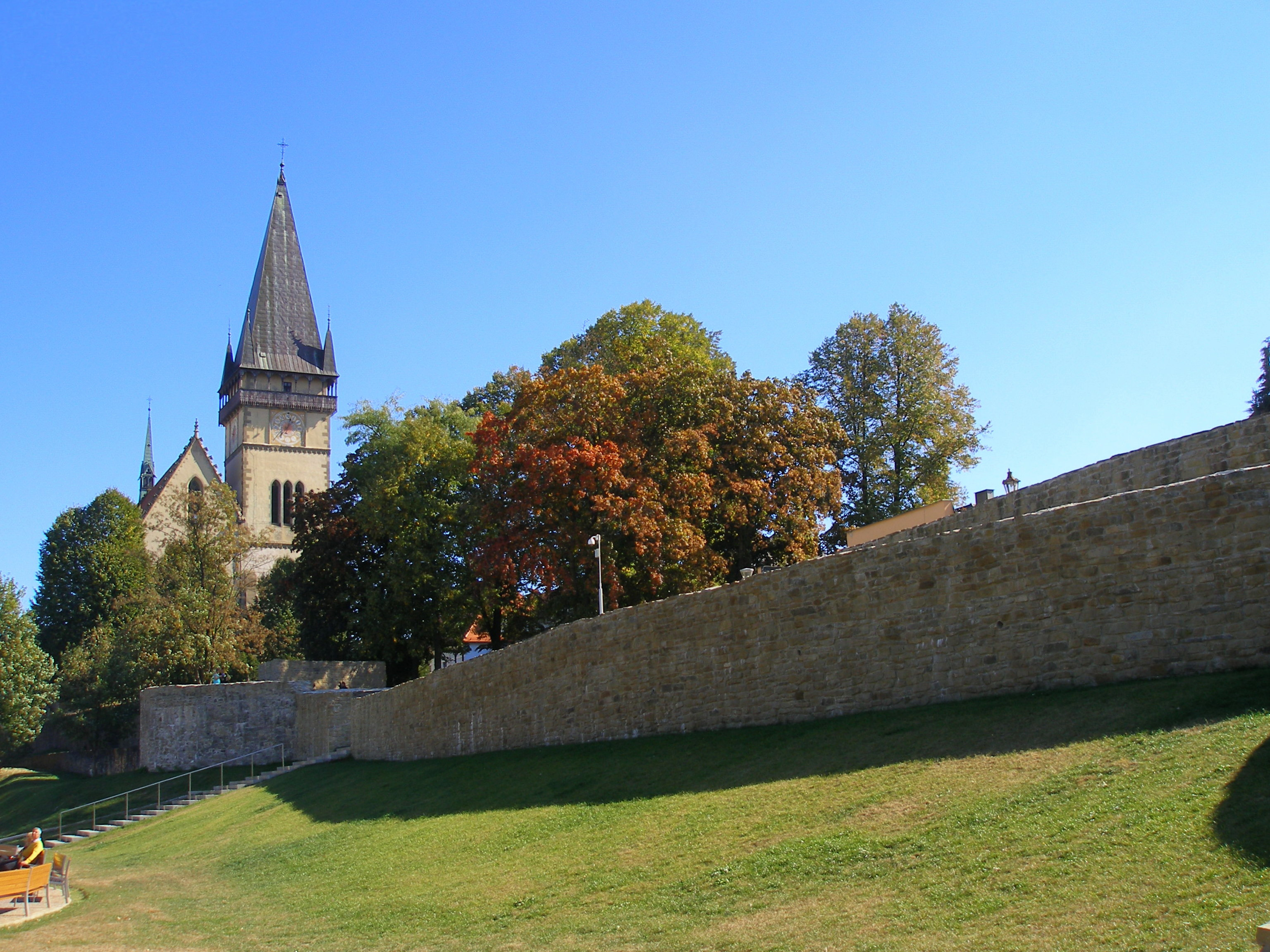
Fragment murów obronnych od strony pn.; w głębi kościół św. Idziego

Mury obronne Bardejowa – zespół murowanych obiektów obronnych, budowanych w wiekach XIV-XVI, składający się z murów obwodowych wzmocnionych basztami, obronnymi bramami oraz barbakanami i uzupełniony mokrą fosą, otaczający średniowieczne centrum miasta Bardejów w północno-wschodniej Słowacji.

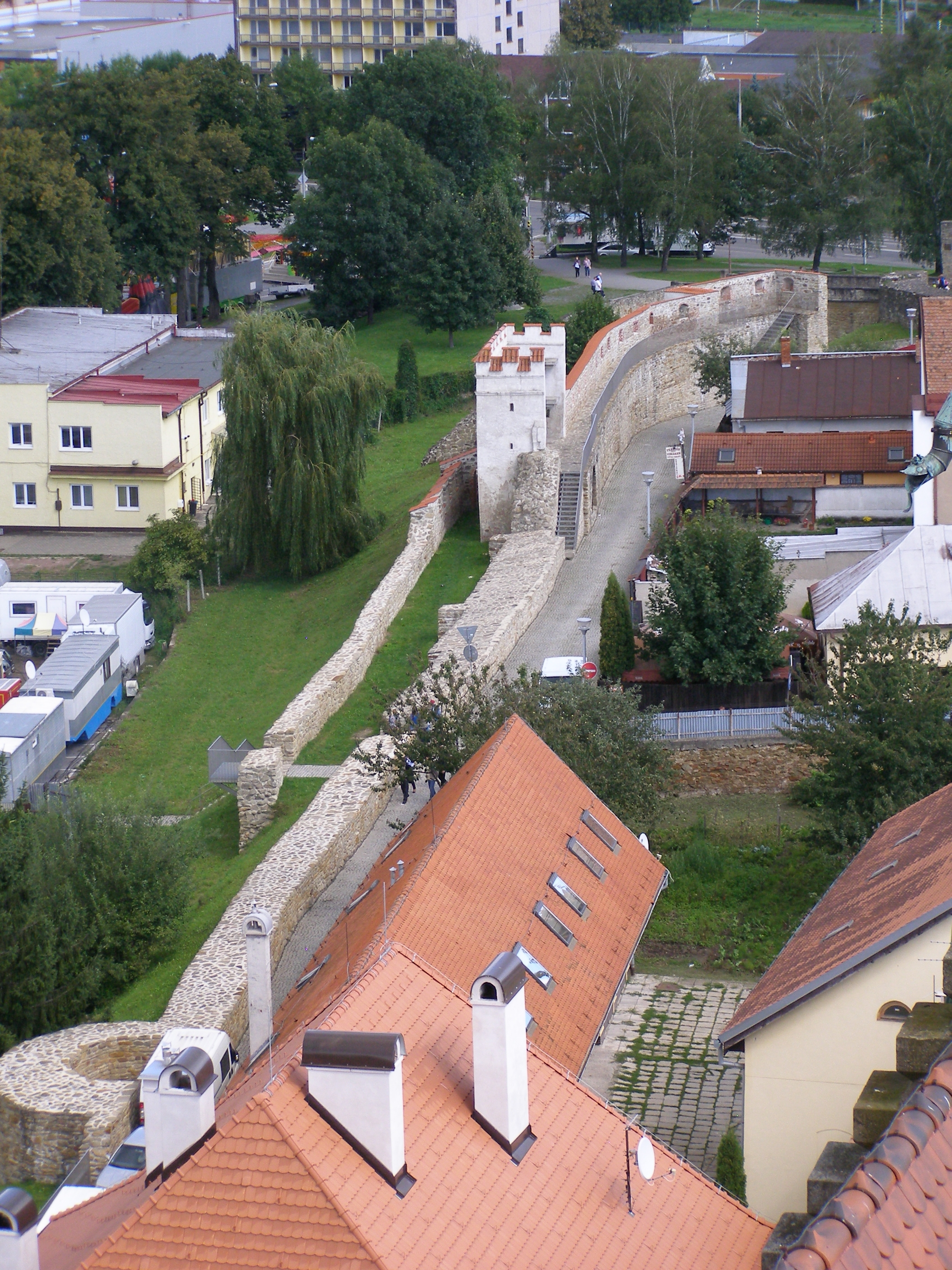
Północny fragment murów i Baszta Złotników (renesansowa) z wieży kościoła św. Idziego

## Historia budowy
Budowę murów miejskich Bardejowa, wznoszonych zapewne w miejsce starszych umocnień drewnianych, rozpoczęto w 1352 r. z polecenia króla Węgier Ludwika I.
Budowa umocnień przebiegała w trzech etapach. Zasadniczy system obronny Bardejowa, wzniesiony na mocy polecenia królewskiego, składał się z kamiennych murów obronnych z trzema bramami, wzmocnionych szeregiem baszt i otoczonych fosą. Pochodzi on z drugiej połowy XIV w. Drugi etap, realizowany na początku XV w., obejmował budowę zewnętrznego parkanu oraz kilku kolejnych baszt. W trzecim etapie, realizowanym od połowy XVI w., przystosowano system obronny miasta do wymogów nowej broni – artylerii.  W oparciu o rysunek Kaspra Caspara z 1560 r. możemy stwierdzić, że oprócz muru głównego istniał również niższy mur zewnętrzny, a całość była otoczona fosą. Na północnym odcinku murów dodatkowy rów z wodą biegł również w pasie międzymurza. Istniały wówczas trzy bramy (północno-wschodnia, południowa i zachodnia) oraz północna furta koło kościoła św. Idziego. Bramy północno-wschodnia oraz zachodnia posiadały wówczas świeżo dobudowane, koliste barbakany, połączone z przedmieściami mostami zwodzonymi. Mniejszy barbakan bez mostu zwodzonego istniał również przed wspomnianą furtą. Brama południowa zamiast barbakanu posiadała łukowo zagiętą „szyję” z dodatkową wieżą i również mostem zwodzonym. Ostatnie prace związane z rozbudową umocnień miejskich przypadły na pierwszą połowę XVII w., lecz wówczas, w związku z rozwojem artylerii, zaczęły już one tracić swe walory obronne.
Cały system obronny Bardejowa w okresie swojego rozkwitu liczył 23 baszty, z których do naszych czasów zachowało się 12. Zrekonstruowano 9 baszt, barbakan przy bramie północno-wschodniej oraz liczne odcinki murów. Pozostałe elementy zanikły zupełnie lub zachowały się z nich jedynie ślady w terenie (np. Baszta Narożna, słow. Nárožná bašta). Niektóre budowle zanikły jeszcze około połowy XIX w., inne musiały ustąpić nowej zabudowie już w wieku XX. Pomimo szeregu braków i nieciągłości, powstałych na skutek wyburzeń w ciągu ostatnich 200 lat, system ten jest uznawany za najbardziej reprezentatywny przykład średniowiecznych umocnień miejskich na Słowacji.

## System obrony
Do obrony poszczególnych baszt przeznaczona była określona liczba mężczyzn. Zwykle byli to przedstawiciele jednego z cechów rzemieślniczych, którymi dowodził jeden z członków Rady Miejskiej. Ten dysponował kluczami do baszty, w której była złożona niezbędna broń z zapasem kul i prochu. Według zapisów archiwalnych w 1536 r. miasto miało 480 sztuk broni strzeleckiej (słow. pušiek), 89 kusz, 609 mieczy, 390 włóczni i 160 halabard. Liczba armat nie została podana (może mieściła się ona w puli owych 480 pušiek). Wiadomo jednak, że w mieście przebywali najemni artylerzyści (czyli „puszkarze”), którzy byli wówczas najlepiej wynagradzanymi żołnierzami. Bardejów był zawsze dobrze uzbrojony. Pracowali tu płatnerze i rusznikarze, produkowano również proch. Węgierscy panujący nie wahali się zwracać do miasta z prośbą o użyczenie broni, amunicji, a nawet doświadczonych artylerzystów. Zachował się spis broni i uzbrojenia, które miasto w 1673 r. wypożyczyło do obrony Koszyc.

## Wykaz bram i baszt

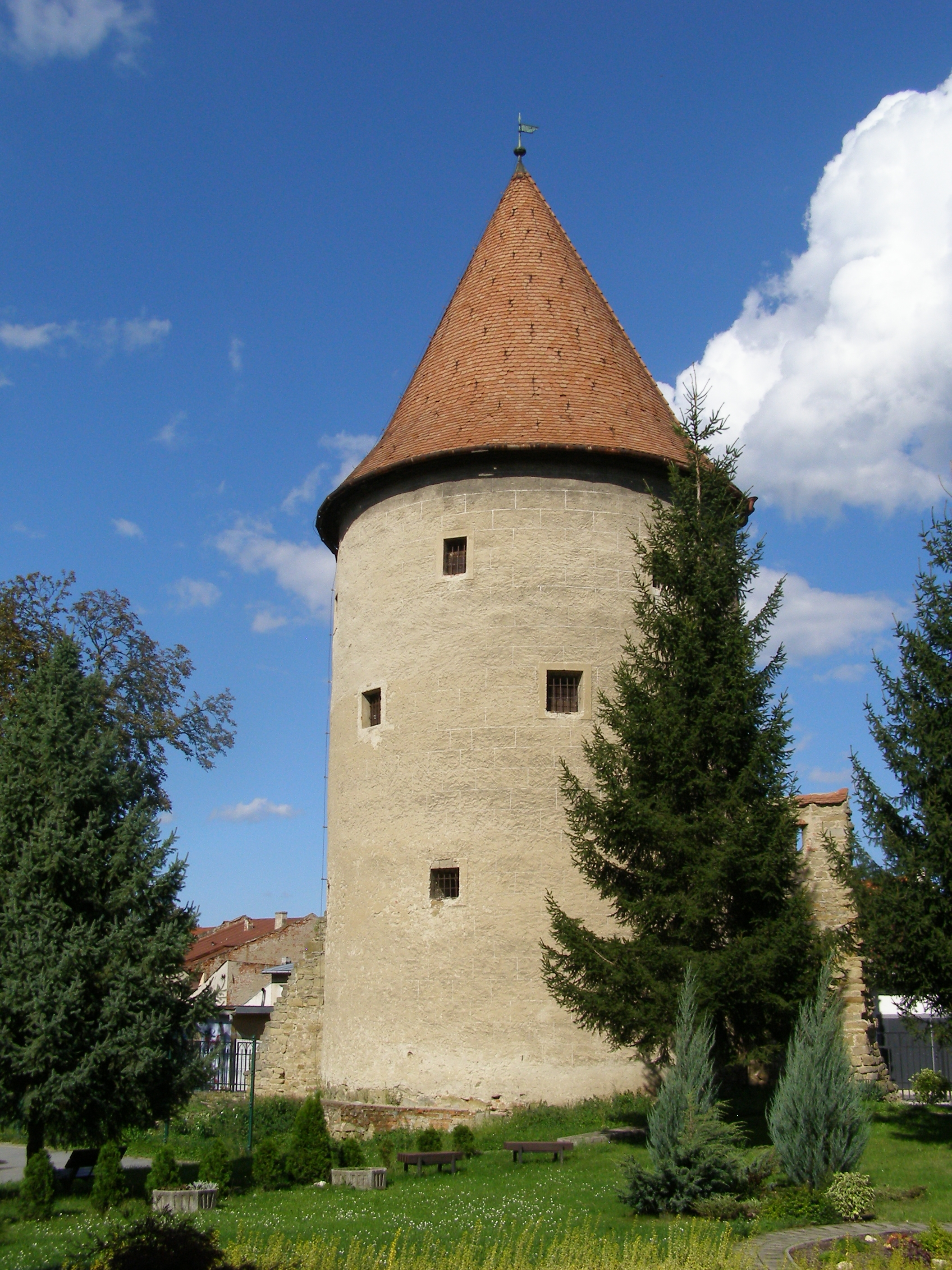
Baszta Rymarzy (Szkolna)

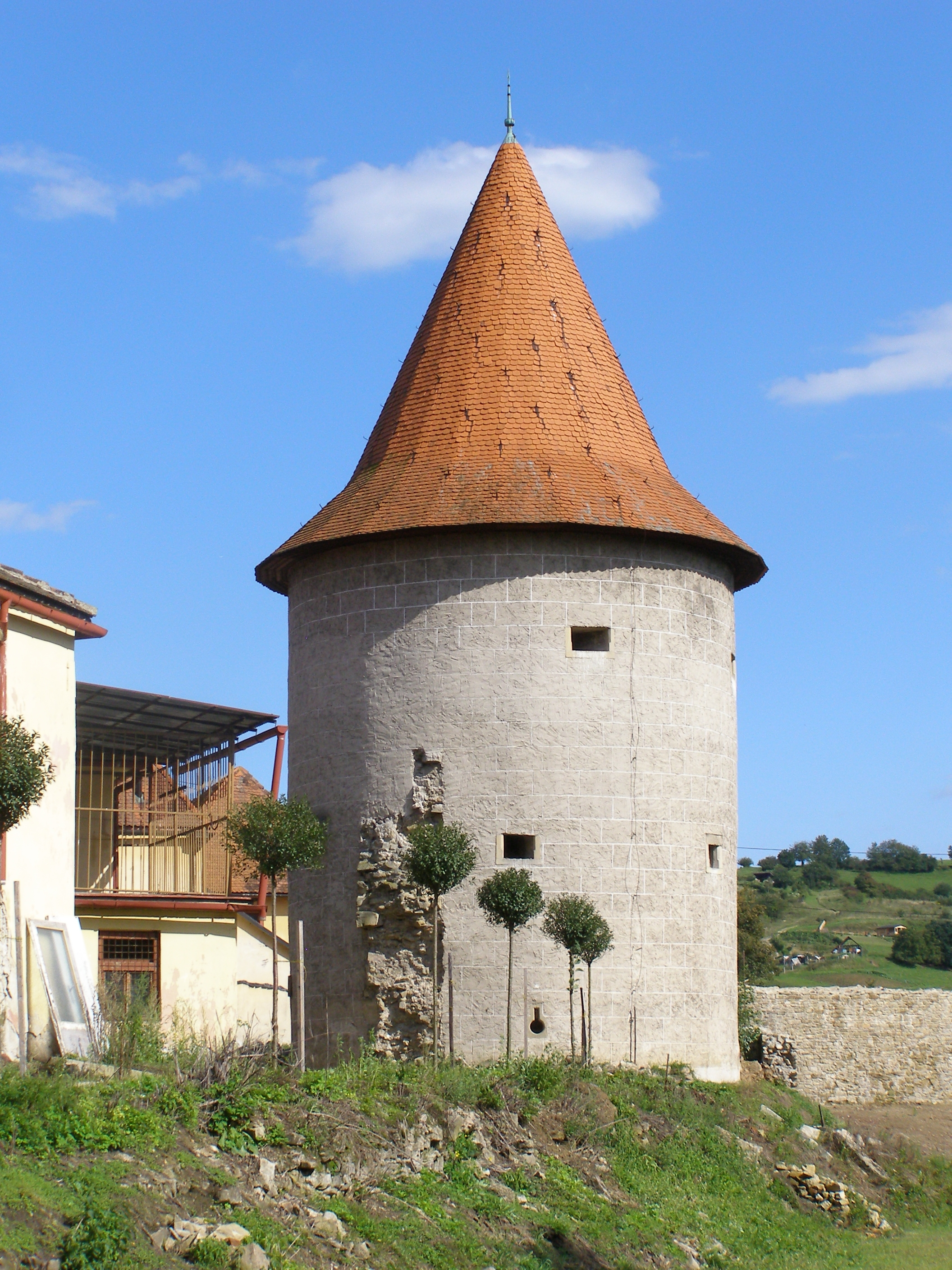
Baszta Krawców (Klasztorna)

- Brama Zachodnia (słow. Západná brána) z II poł. XIV w., u wylotu ul. Hviezdoslava, dziś już nieistniejąca.

- Baszta Rymarzy (słow. Bašta remenárov; inaczej: Baszta Szkolna, słow. Školská bašta). Wybudowana w I połowie XV w., była jednym z głównych punktów obronnych w zachodnim ciągu murów miejskich. Pierwotnie trójkondygnacyjna, wzniesiona na planie zbliżonym do soczewki. Zachowane kamienne wsporniki podtrzymywały drewniany ganek, obiegający budowlę od strony miasta i łączący się z odcinkami murów po obu stronach baszty. Wykorzystywany on był przez straż lub w czasie obrony miasta. Pierwotne strzelnice zastąpiono z czasem obecnymi prostokątnymi, renesansowymi okienkami. W pobliżu baszty prowadził do miasta wodociąg, dlatego w niektórych dokumentach występowała ona jako Baszta Wodna (słow.  Vodná bašta)[3]. Baszta była rekonstruowana w latach 1962-65.
- Baszta Krawców (słow. Bašta krajčírov; inaczej: Baszta Klasztorna, słow. Kláštorná bašta). Wzniesiona w południowej części murów obronnych, na zachód od Górnej Bramy, koło klasztoru franciszkanów. Zbudowana na rzucie koła, posiada dobrze zachowane kamienne wsporniki dawnego ganku strażniczego. W dolnych kondygnacjach gotyckie sklepienia.

- Baszta Prochowa (słow. Prašná bašta). Wznosi się w południowej części murów obronnych, obok dawnej Bramy Górnej. Czworokątna w rzucie, trójkondygnacyjna, nakryta dachem czterospadowym, zbudowana została na przełomie XIV i XV w. Wyjścia na ganek i mury obronne wiodą przez kamienne, gotyckie portale[3]. Jej nazwa świadczy, że przechowywano w niej lub nawet wyrabiano czarny proch strzelniczy. Zewnętrzne, kryte schody wiodące na pierwsze piętro, zbudowano w 1648 r. Po rekonstrukcji w latach 1958-59 XX w. jej wnętrza zostały przystosowane do pełnienia roli depozytu Muzeum Szaryskiego.

- Brama Górna (słow. Horná brána) - w południowej części miasta. Pierwotnie z XIV w., wielokrotnie przebudowywana. Dziś już nie istnieje.

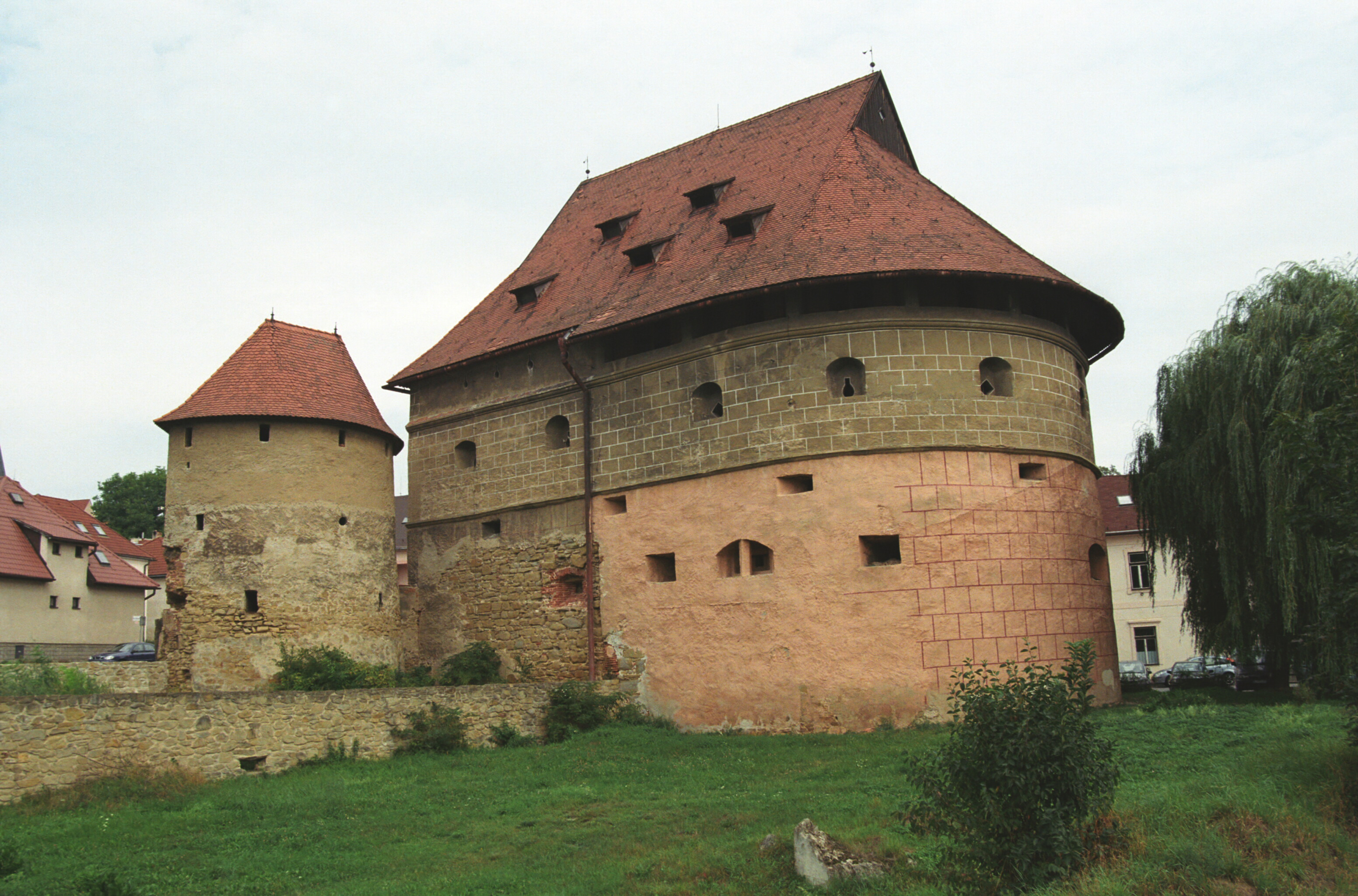
Mała i Wielka Baszta

- Mała Baszta (słow. Malá bašta, inaczej: Mała Zbrojownia, słow. Malá zbrojnica). Wzniesiona na rzucie niepełnego okręgu tuż obok Wielkiej Baszty, na górnej kondygnacji została wyposażona w strzelnice dla lżejszej broni strzeleckiej (np. dla arkebuzów). Zbudowana została na początku XVI w. z przeznaczeniem na miejską zbrojownię i skład prochu strzelniczego. Po rekonstrukcji w latach 1953-57 została nakryta dachem siodłowym ze szczytem.

- Wielka Baszta (słow. Hrubá bašta). Pierwotnie półkolista baszta w murach miejskich, wzniesiona w II połowie XIV w., została znacznie rozbudowana na początku XVI w. w potężną, pięciokondygnacyjną budowlę obronną z kazamatami armatnimi na dolnych kondygnacjach i strzelnicami dla lżejszej broni strzeleckiej na wyższych. Nakryta jest wysokim dachem, mieszczącym kolejne dwie kondygnacje. Była największą basztą w systemie obronnym Bardejowa; dysponując murami grubości do 3,5 m skutecznie broniła jego najbardziej zagrożonego odcinka.

- Baszta Piwowarów (słow. Bašta pivovarníkov; inaczej: Wielka Baszta, słow. Veľká bašta). Pierwotnie trójkondygnacyjna, zbudowana została na planie „obciętego” koła w I połowie XV w. Później została przebudowana i podwyższona o 2 kolejne kondygnacje. Strzelnice w dolnych kondygnacjach umożliwiały skuteczną obronę centralnej części wschodniego odcinka murów miejskich. Od strony miasta zachowały się kamienne wsporniki, które podtrzymywały drewniany ganek przeznaczony dla straży miejskiej i obrońców. Od połowy XVII w. basztę utrzymywał i zabezpieczał jej obronę cech piwowarów.

- Baszta Kuśnierzy (słow. Bašta kožušníkov; inaczej: Czerwona Baszta, słow. Červená bašta; też: Królewska Baszta). Zachowana w formie baszty łupinowej, otwartej od strony miasta. Trójkondygnacyjna, wyposażona w strzelnice dla broni strzeleckiej. Pierwotnie nakryta stożkowym dachem (według weduty miasta Kaspra Caspara z 1560 r.[2]), obecnie niezadaszona. Jej ściany były pomalowane na jasnoczerwony kolor z ciemnoczerwonym kwadrowaniem (stąd nazwa). Od strony zewnętrznej pod górnym gzymsem zachowały się ślady herbu miasta i herbu Węgier, które w 1597 r. dał namalować ówczesny wójt miasta Leonard Glatz.

- Dolna Brama (słow. Dolná brána) z II poł. XIV w., w znacznym stopniu zrekonstruowana wraz z barbakanem.

- Baszta Złotników (słow. Bašta zlatníkov; też: Baszta Renesansowa, słow. Renesančná bašta). Wznosi się przy najbardziej na północ wysuniętym fragmencie murów obronnych Bardejowa. Pierwotnie gotycka, zbudowana na rzucie prostokąta, przedstawia typ baszty otwartej (niezadaszonej) i jedyny obecnie przykład architektury obronnej renesansu w Bardejowie. Attyka w formie krenelażu pochodzi z roku 1582, a autorami zdobiącego ją sgraffita byli bracia Pel z Lugano[3].

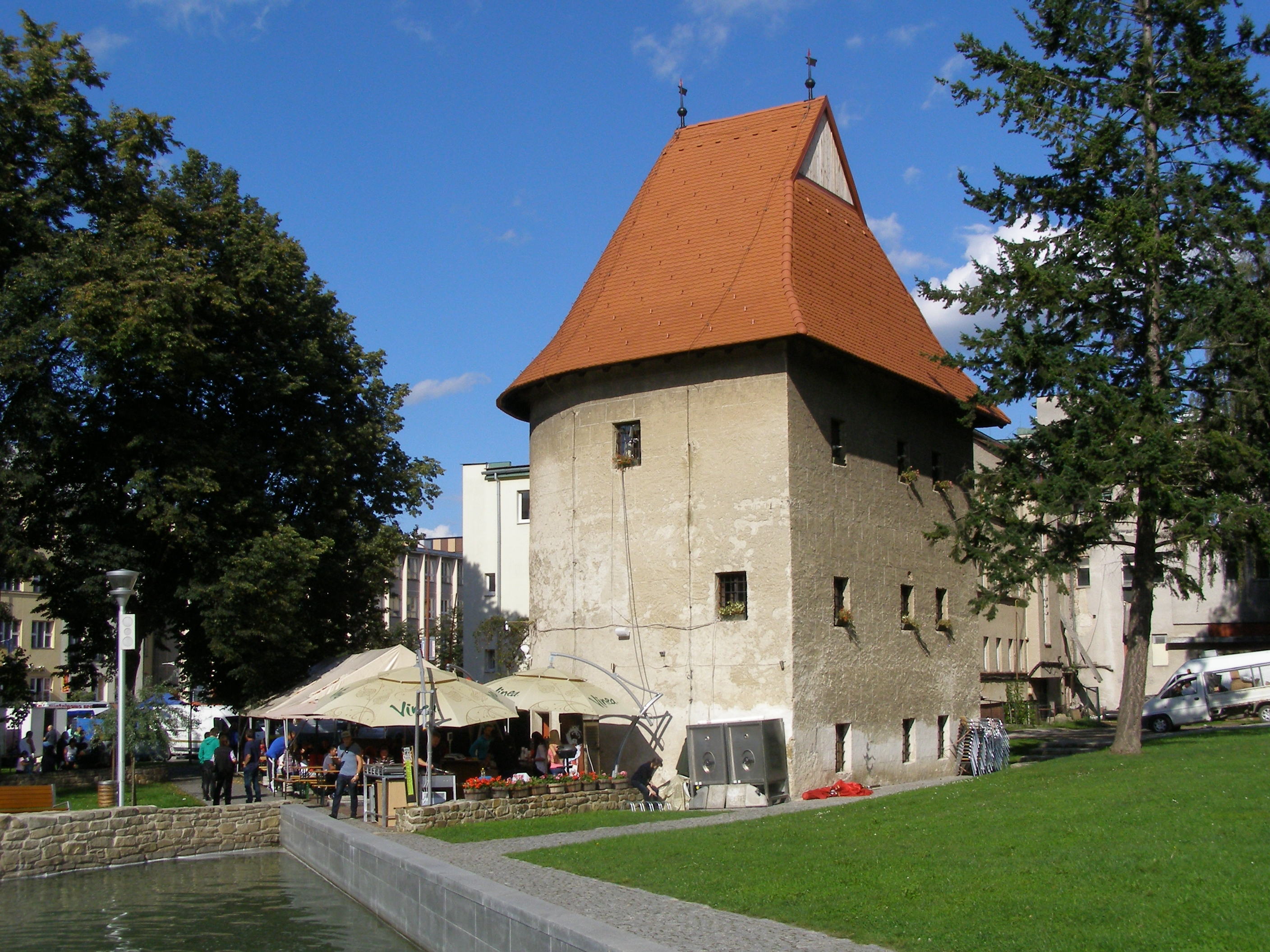
Baszta Północna (Archiwalna)

- Baszta Północna (słow. Severná bašta; też: Baszta Archiwalna, słow. Archívna bašta). Wzniesiona została dopiero na początku XVI w. na miejscu dawnego młyna wodnego jako punkt ogniowy, wysunięty poza linię fosy i chroniący zewnętrzną linię murów. Od strony frontowej jej rzut jest półkolisty, od strony miasta jest prosto ścięta. Pierwotnie dwukondygnacyjna. Fosę zasypano w XIX w., jednocześnie podnosząc znacznie teren w otoczeniu baszty. Dlatego podczas rekonstrukcji w 1958 r. ze względów zachowania proporcji została ona nadbudowana o trzecią kondygnację[3] i nakryta dostosowanym do jej rzutu dachem siodłowym. Obecnie wykorzystywana na lokal gastronomiczny.

## Literatura
- Gutek František, Jiroušek Alexander: Slobodné kráľovské mesto Bardejov, SÁŠA, Košice 2014, s. 2, ISBN 978-80-89696-01-7;
- Janota Eugeniusz: Bardyjów. Historyczno-topograficzny opis miasta i okolicy (Osobne odbicie z XXIX Tomu Rocznika Towarzystwa naukowego Krakowskiego), Kraków 1862, s. 9.